# واترلو کورنر، استرالیای جنوبی
واترلو کورنر (به انگلیسی: Waterloo Corner) یک حومه شهر در استرالیا است که در استرالیای جنوبی واقع شده‌است.